# Antoon Buys
Antoon Buys (Buggenhout, 25 september 1926 – Dendermonde, 19 november 2014), was een Belgisch kunstschilder en dichter.

## Leven en werk
Buys volgde schilderlessen bij Prosper Bosteels (schilder van de Dendermondse School) en later bij Hector Van Mulders. Hij ontwikkelde een eigen stijl als landschapsschilder, wat hem de bijnaam de bomenschilder opleverde.
In Buggenhout richtte hij samen met onder andere Jan Tilley de kunstkring Pogen op. Tentoonstellingen volgden later in Buggenhout (meermaals), Vilvoorde, Dendermonde, Brussel, en laatst in Vlassenbroek.
Naast het schilderen schreef hij ook artikels als vast medewerker voor de Buggenhoutse heemkring Ter Palen. Gedichten van zijn hand publiceerde hij in eigen naam in zijn bundels Over-leven I en Over-leven II.